# Stephen Hendry
Stephen Gordon Hendry MBE (* 13. Januar 1969 in South Queensferry) ist ein ehemaliger schottischer Snookerspieler und heutiger Kommentator und Experte im Fernsehen. 
Er war von 1985 bis zu seinem ersten Rücktritt 2012 sowie noch einmal sporadisch von 2020 bis 2024 Profispieler auf der Snooker Main Tour und ist einer der erfolgreichsten Spieler des Sports.
In den 1990er-Jahren galt er als der dominierende Spieler. Hier konnte er 7 Weltmeistertitel gewinnen und ist damit gemeinsam mit Ronnie O’Sullivan Rekordhalter in der „Crucible“-Ära (ab 1977 bis heute). 2012 trat er nach 23 Jahren ohne Unterbrechung in den Top 16 – davon 9 Jahre auf Platz 1 – vom Profisnooker zurück. Er wurde als einer der ersten Spieler in die Snooker Hall of Fame aufgenommen.

## Leben
Hendry wurde in South Queensferry als Sohn von Gordon Hendry und Irene Rixsonin in der heutigen Council Area City of Edinburgh geboren und wuchs mit seinem jüngeren Bruder Keith im benachbarten Dalgety Bay in der Region Fife auf. Als er 15 war trennten sich seine Eltern und er zog mit seiner Mutter und seinem Bruder nach Kirkliston, reiste aber mit seinem Vater häufig zu Turnieren durchs Land. Im Alter von 16 Jahren begann er 1985 seine Profikarriere. 
Bereits 1987 gewann er beim Grand Prix als bis dahin jüngster Ranglistenturniersieger seinen ersten derartigen Titel, was später von Ronnie O’Sullivan unterboten wurde. Hendry führte von 1990 bis 1998 ohne Unterbrechung die Snookerweltrangliste an und dominierte in dieser Zeit den Snookersport. Mit insgesamt 471 Wochen stand er am längsten an deren Spitze. Er ist neben O’Sullivan Rekordsieger bei den Weltmeisterschaften in Sheffield, die er sieben Mal gewann (1990, 1992–1996, 1999), allein viermal mit einem Finalsieg über Jimmy White. Bei seinem ersten Erfolg 1990 war Hendry mit 21 Jahren der jüngste Weltmeister der Snooker-Geschichte. In der Saison 1990/91 stellte er mit fünf Ranglistenturniersiegen innerhalb einer Spielzeit einen weiteren Rekord auf, den WM-Titel konnte er in diesem Jahr allerdings nicht verteidigen. Zudem gewann er sechsmal das Masters und fünfmal die UK Championship. Mit 18 Turniersiegen bei Triple-Crown-Events liegt er an zweiter Stelle hinter O’Sullivan mit 23 Siegen.
Mit dem Aufkommen jüngerer Spieler wie Mark Williams, John Higgins oder Ronnie O’Sullivan wurden Hendrys Erfolge Ende der 1990er Jahre seltener. Nach seinem letzten WM-Gewinn 1999 gewann er nur noch vier Ranglistenturniere, zuletzt 2005 den Malta Cup. Höhepunkte seiner späteren Karriere waren das Erreichen des WM-Finales im Jahr 2002, in dem er Peter Ebdon mit 17:18 unterlag, sowie die Rückeroberung der Weltranglistenführung im Jahr 2006.
Die Saison 2007/08 verlief für Hendry durchwachsen. Seine besten Ergebnisse waren Halbfinalteilnahmen bei den Welsh Open und der Weltmeisterschaft, wo er jedoch Ronnie O’Sullivan mit 6:17 deutlich unterlag. Dennoch rückte er in der Weltrangliste noch einmal auf Position 6 vor.
Hendry, einer der erfolgreichsten Snookerspieler überhaupt, gewann insgesamt 36 Ranglistenturniere (siehe: Gesamtstatistik der Ranglistenturniere), nur O’Sullivan gewann häufiger. Er spielte 777 offizielle Century Breaks und liegt damit an sechster Stelle (siehe: Liste der Spieler mit mind. 100 Century Breaks). Im Finale der UK Championship 1994 gegen Ken Doherty spielte er sieben Centuries in einem Match und während der Weltmeisterschaft 2002 16 Centuries in einem Turnier, beides sind Rekorde. Bei den Maximum Breaks steht er mit insgesamt 11 auf dem dritten Platz hinter O’Sullivan und John Higgins. Sein letztes Maximum Break spielte Hendry am 21. April 2012 in seinem Erstrundenmatch bei der Weltmeisterschaft gegen Stuart Bingham zum Stande von 6:1. Zudem hat er mehr als tausend Frames bei Weltmeisterschaften gewonnen.
Bis zum Beginn der Saison 2009/10 gewann Hendry ein Preisgeld von 8,6 Millionen Pfund. 
Am 1. Mai 2012 gab Stephen Hendry direkt nach seiner 2:13-Niederlage gegen Stephen Maguire im Viertelfinale der Snookerweltmeisterschaft seinen Rücktritt vom Profisport bekannt. Seinen Entschluss soll er schon drei Monate vorher gefasst haben.
Im September 2020 gab Hendry sein Comeback bekannt. Er erhielt von der World Snooker Tour eine Wildcard für die kommenden beiden Saisons. Sein erstes Match nach seinem Comeback spielte er als Teilnehmer der Gibraltar Open am 2. März 2021 gegen Matthew Selt und verlor mit 1:4. Bei der Weltmeisterschaft schlug er anschließend seinen langjährigen früheren Konkurrenten Jimmy White mit 6:3.
Im Juni 2024 lehnte er eine weitere ihm angebotene Wildcard für die nächsten zwei Jahre ab und beendete ein zweites Mal seine Profikarriere.

## Spielweise
Am Tisch trat Hendry meist ruhig auf, spielte aber dennoch relativ riskant. Seine Erfolge in den 1990er Jahren führten dazu, dass Teile seiner Spielweise im Snooker Standard wurden. Dazu zählt sowohl die lange Rote als Einstiegsball, was in der Zeit davor als zu riskant erachtet wurde, als auch der aggressive Split des Pulks der roten Bälle über den blauen Ball.
John Higgins machte in einem Interview als Ursache für Hendrys Niedergang in der Weltrangliste und seine ausbleibenden Erfolge die Tatsache aus, dass er in der Spätphase seiner Karriere nicht mehr im Klub, sondern nur noch zu Hause trainierte. Da zu jener Zeit nur sechs oder sieben Ranglistenturniere gespielt wurden, habe ihm die Wettkampfpraxis gefehlt.

## Privates
Seit 1994 ist Hendry Member of the Order of the British Empire (MBE). Zweimal wurde er zu Schottlands Sportler des Jahres gewählt (1989 und 1996).
Ab 1995 war er mit Mandy verheiratet, mit der er zwei Söhne hat, Blaine (* 1996) und Carter (* 2004). 2014 wurde die Trennung des Ehepaars bekanntgegeben.
Ab Ende Mai 2017 war Hendry für rund zwei Jahre Werbeträger einer Onlinepoker-Plattform.
Im Januar 2023 nahm Hendry als Rubbish an der vierten Staffel der britischen Version von The Masked Singer teil, in der er den neunten Platz erreichte.

## Erfolge
Während seiner Karriere erreichte Hendry zahlreiche Endspiele, die er mehrheitlich gewinnen konnte. Während sich eine Auflistung aller Endspiele von Hendry auf dieser Seite befindet, sind in der unten stehenden Tabelle alle Finalteilnahmen bei Turnieren der Triple Crown aufgeführt.
| Ergebnis | Jahr | Turnier                  | Gegner im Finale  | Endstand |
| -------- | ---- | ------------------------ | ----------------- | -------- |
| Finalist | 1988 | UK Championship          | Doug Mountjoy     | 12:16    |
| Sieger   | 1989 | Masters                  | John Parrott      | 9:6      |
| Sieger   | 1989 | UK Championship          | Doug Mountjoy     | 16:12    |
| Sieger   | 1990 | Masters                  | John Parrott      | 9:4      |
| Sieger   | 1990 | Snookerweltmeisterschaft | Jimmy White       | 18:12    |
| Sieger   | 1990 | UK Championship          | Steve Davis       | 16:15    |
| Sieger   | 1991 | Masters                  | Mike Hallett      | 9:8      |
| Sieger   | 1992 | Masters                  | John Parrott      | 9:4      |
| Sieger   | 1992 | Snookerweltmeisterschaft | Jimmy White       | 18:14    |
| Sieger   | 1993 | Masters                  | James Wattana     | 9:5      |
| Sieger   | 1993 | Snookerweltmeisterschaft | Jimmy White       | 18:5     |
| Finalist | 1993 | UK Championship          | Ronnie O’Sullivan | 6:10     |
| Finalist | 1994 | Masters                  | Alan McManus      | 8:9      |
| Sieger   | 1994 | Snookerweltmeisterschaft | Jimmy White       | 18:17    |
| Sieger   | 1994 | UK Championship          | Ken Doherty       | 10:5     |
| Sieger   | 1995 | Snookerweltmeisterschaft | Nigel Bond        | 18:9     |
| Sieger   | 1995 | UK Championship          | Peter Ebdon       | 10:3     |
| Sieger   | 1996 | Masters                  | Ronnie O’Sullivan | 10:5     |
| Sieger   | 1996 | Snookerweltmeisterschaft | Peter Ebdon       | 18:12    |
| Sieger   | 1996 | UK Championship          | John Higgins      | 10:9     |
| Finalist | 1997 | Snookerweltmeisterschaft | Ken Doherty       | 12:18    |
| Finalist | 1997 | UK Championship          | Ronnie O’Sullivan | 6:10     |
| Finalist | 1998 | Masters                  | Mark Williams     | 9:10     |
| Sieger   | 1999 | Snookerweltmeisterschaft | Mark Williams     | 18:11    |
| Finalist | 2002 | Snookerweltmeisterschaft | Peter Ebdon       | 17:18    |
| Finalist | 2003 | Masters                  | Mark Williams     | 4:10     |
| Finalist | 2003 | UK Championship          | Matthew Stevens   | 8:10     |
| Finalist | 2006 | UK Championship          | Peter Ebdon       | 6:10     |